# تفكيك سفينة

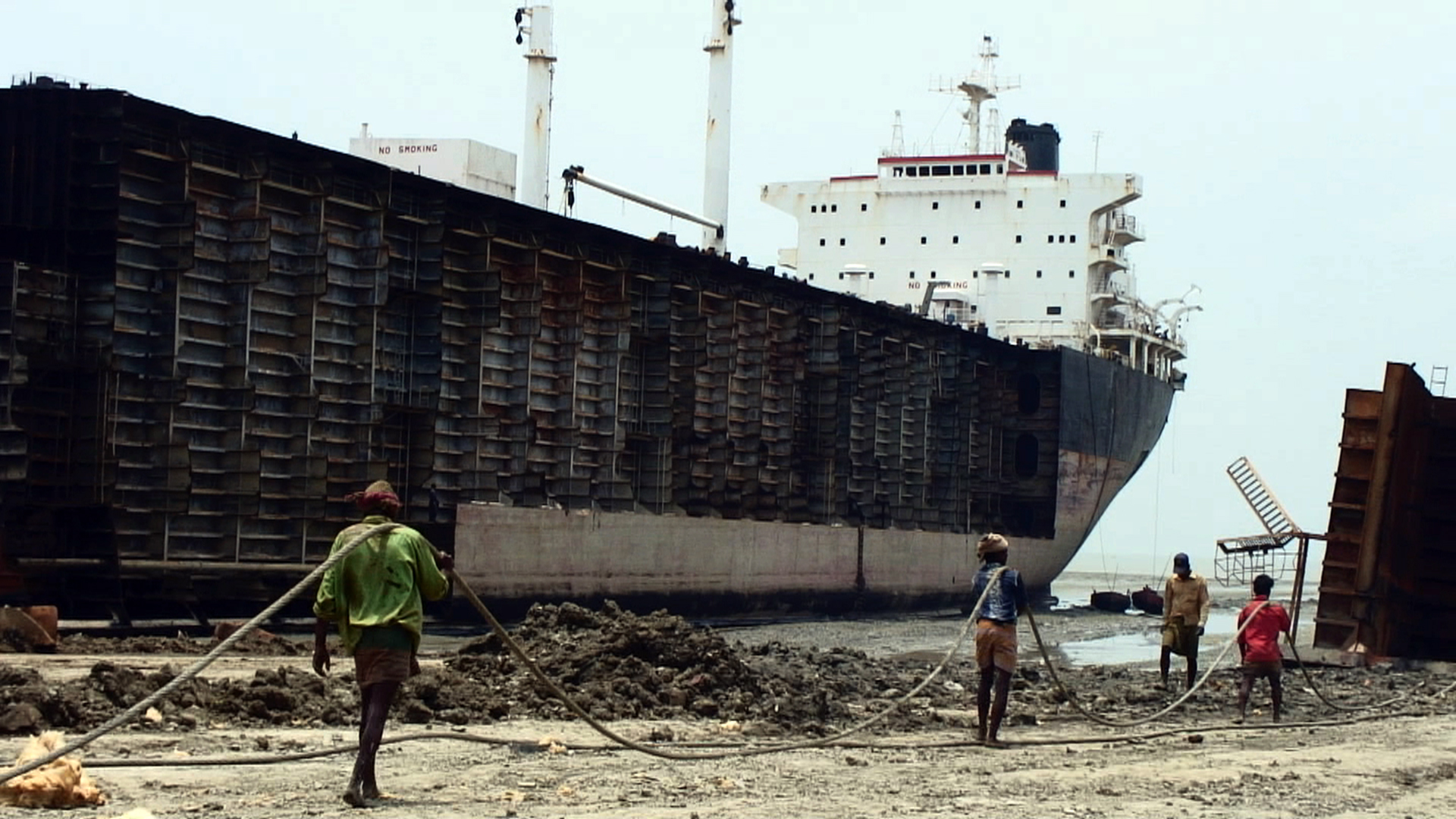
عمال يزيلون أجزاء من السفينة التجارية

تفكيك السفن أو هدم السفن هي طريقة للتخلص من السفن عبر تفكيك السفن أو الغواصات أو القطع البحرية الأخرى لأجزاء، بحيث يمكن بيعها لإعادة استخدامها كقطع غيار، أو لاستخراج المواد الخام، الخردة بشكل رئيسي. قد يُعرف أيضًا باسم تفكيك السفن أو تكسير السفن أو إعادة تدوير السفن. عمر السفن الحديثة الافتراضي من 25 إلى 30 سنة من غير حساب عملية التآكل والتعب المعدني. يسمح تفكيك السفن بإعادة تدوير أجزاء السفينة وبالذات الصلب الذي يصهر ويشكل في منتجات جديدة. هذا يقلل من الطلب على خام الحديد ويقلل من استخدام الطاقة في عملية صناعة الصلب. يمكن أيضًا إعادة استخدام المعدات الموجودة على ظهر السفينة. في حين أن تكسير السفن مستدام، فهناك مخاوف بشأن استخدام البلدان الفقيرة دون تشريع بيئي صارم. كما أنها تعتبر واحدة من أخطر الصناعات في العالم وتشغل عمالة بكثرة.
في عام 2012، تم تفكيك حوالي 1,250 سفينة بمتوسط عمر 26 عامًا. في عام 2013، بلغ إجمالي السفن المفككة في العالم 29,052,000 طن، تم تدمير 92٪ منها في آسيا. وتمتلك الهند وبنجلاديش والصين وباكستان أعلى حصة في السوق وهي مراكز عالمية لتفكيك السفن، حيث أصبحت شيتاغونغ شيبينغ بريك يارد في بنغلاديش وألانغ في الهند وجاداني في باكستان أكبر مقابر السفن في العالم. أكبر مصادر السفن هي الصين واليونان وألمانيا على التوالي. توظف أحواض تكسير السفن في الهند وبنغلاديش والصين وباكستان 22,5000 عامل بالإضافة إلى توفير العديد من الوظائف غير المباشرة. في بنغلاديش، يغطي الصلب المعاد تدويره 20 ٪ من احتياجات البلاد وفي الهند ما يقرب من 10 ٪.
وكبديل لعملية تفكيك السفن قد يتم إغراق السفن لإنشاء شعاب اصطناعية بعد الإزالة القانونية للمواد الخطرة أو إغراقها في مياه المحيط العميقة. التخزين هو خيار مؤقت قابل للتطبيق، لكن في اخر المطاف سيتم تخريد أو إغراق أو حفظ في المتاحف لجميع السفن والقطع البحرية الأخرى.

## التاريخ
تم إغراق السفن ذات الهيكل الخشبي أو حرقها ببساطة. في زمن تيودور، تم تفكيك السفن وإعادة استخدام الأخشاب. هذا الإجراء لم يعد قابلاً للتطبيق مع ظهور القوارب المعدنية.
في عام 1880، استخدم ديني بروثرز دمبارتون الصلب البحري الخردة في بناء السفن الخاصة بهم. بدأت العديد من الدول الأخرى في شراء السفن البريطانية للخردة بحلول أواخر القرن التاسع عشر، بما في ذلك ألمانيا وإيطاليا وهولندا واليابان. بدأت الصناعة الإيطالية في عام 1892، واليابانيين بعد إصدار قانون عام 1896 لدعم صناعة السفن المحلية.
في ثلاثينيات القرن الماضي، أصبح من الأرخص «ركوب» قارب نحو الشاطئ بدلاً من استخدام رصيف جاف (نقل القارب لليابسة). يتعين على السفينة أن تزن أقل قدر ممكن وأن تبحر للشاطئ بأقصى سرعة. تتطلب عمليات التفكيك ارتفاع المد والجزر 10 أمتار (3.0 متر) ومدى قربها من مصانع الصلب. تم استخدام المقصات الكهربائية وكرة التكسير ولحام أوكسي الأسيتيلين. وتقنية الوقت مطابقة تقريبًا لتلك المستخدمة في البلدان النامية اليوم. مثل ماتقوم به شركة Thos W Ward Ltd. وهي واحدة من أكبر الشركات في المملكة المتحدة في الثلاثينات التي تقوم تجديد وبيع جميع الأثاث والآلات. تم بيع العديد من القطع الأثرية التاريخية في مزادات علنية. ومع ذلك، حتى مع التكنولوجيا القديمة، تمت إزالة أي أسلحة أو معلومات عسكرية بعناية.
حتى أواخر القرن العشرين، حدث تفكيك السفن في المدن التي تملك موانئ في البلدان الصناعية مثل المملكة المتحدة والولايات المتحدة. هؤلاء المفككون الذين ما زالوا يعملون في المقام الأول على السفن الفائضة من الحكومة في الولايات المتحدة. في منتصف القرن العشرين، بدأت دول شرق آسيا تهيمن على صناعة تكسير السفن بسبب أنها منخفضة التكلفة، حيث زادت دول مثل اليابان ثم كوريا وتايوان ثم الصين حصتها العالمية. على سبيل المثال، في عام 1977 سيطرت تايوان على الصناعة بأكثر من نصف حصتها في السوق، تليها إسبانيا وباكستان. بنغلاديش ليس لديها القدرة على الإطلاق. ومع ذلك، فإن القطاع متقلب ويتقلب بعنف، ولم تعمل تايوان سوى على سفينتين بعد 13 عامًا مع ارتفاع الأجور في شرق آسيا.
في عام 1960، بعد إعصار شديد، تقطعت السبل بالسفينة اليونانية أم دي ألباين على شواطئ سيتاكوندا، شيتاغونغ.لم يستطيعو إعادة تعويمها على سطخ الماء وبقيت هناك لعدة سنوات. في عام 1965 وفي شرق باكستان اشترت شيتاغونغ ستيل هاوس السفينة وتم تفكيكها. استغرق الأمر سنوات لتفكيك السفينة، ولكن بهذا العمل ولدت صناعة تفكيك السفن في بنغلاديش. حتى عام 1980 كانت ساحة جاداني لتفكيك السفن في باكستان أكبر ساحة لتفكيك السفن في العالم.
أدى تشديد اللوائح البيئية إلى زيادة تكاليف التخلص من النفايات الخطرة في البلدان الصناعية في الثمانينيات، مما تسبب في تصدير السفن إلى الدول ذات الدخل المنخفض، وعلى رأسها جنوب آسيا. وهذا بدوره، خلق مشكلة بيئية أسوأ بكثير، مما أدى فيما بعد إلى اتفاقية بازل. في عام 2004، صُنفت قرارت اتفاقية بازل السفن القديمة على أنها «نفايات سامة»، مما يمنعها من مغادرة بلد ما دون إذن من الدولة المستوردة. وقد أدى ذلك إلى عودة التدوير في المواقع المتوافقة مع البيئة في البلدان المتقدمة، وخاصة في ساحات بناء السفن السابقة. 
في عام 2009، فازت جمعية المحامين البيئيين في بنغلاديش بقضية قانونية تحظر كل عمليات تفكيك السفن دون المستوى المطلوب. لمدة 14 شهرًا، لم تستطع الصناعة استيراد السفن وفقدت آلاف الوظائف قبل إلغاء الحظر. في نفس العام، أدى الركود العالمي وانخفاض الطلب على السلع إلى زيادة المعروض من السفن لإيقاف التشغيل. يرتبط معدل التخريد عكسيا بسعر الشحن، الذي انهار في عام 2009.

## تقنية
تختلف عملية إيقاف تشغيل السفن تمامًا في البلدان المتقدمة عنها في البلدان النامية. في كلتا الحالتين، يقوم متعهدو تفكيك السفن بتقديم مناقصات للسفينة، ويفوز أعلى عرض بالعقد. ثم يتم استلام السفينة من مفككو السفن عبر الوسيط الدولي الذي يتعامل في السفن التي عفا عليها الزمن. السعر المدفوع هو حوالي 400 دولار للطن وكلما كان التشريع البيئي أكثر ضعفا كلما ارتفع السعر. يمثل شراء القوارب المائية 69٪ من الدخل الذي تحققه الصناعة في بنغلاديش، مقابل 2٪ لتكاليف اليد العاملة. يتم نقل القارب إلى موقع وقف التشغيل إما بسحب القارب أو بتشغيل القارب نفسه والسير به.
في البلدان النامية وعلى رأسها شبه القارة الهندية، يتم تفكيك السفن على الشواطئ التي بها مد وجزر حيث تكون منحدرة بلطف في المد العالي حتى يمكن الوصول إليها لتفكيكها. كما هو موصوف في «التاريخ» (أعلاه)، يعود أصل البدء بصناعة تفكيك السفن الكبيرة في بنغلاديش إلى سفينة أبحرت هناك عن طريق الخطأ خلال إعصار. تتطلب المناورة بسفينة كبيرة على الشاطئ بسرعة عالية مهارة وجرأة حتى بالنسبة لقائد سفن متخصص، وهي ليست ناجحة دائمًا. بعد ذلك، يتم إنزال المرساة لتثبيت السفينة ويتم إيقاف تشغيل المحرك. يتطلب الأمر 50 عاملاً حوالي ثلاثة أشهر لتحطيم سفينة شحن بحجمها الطبيعي حوالي 40,000 طن.
يبدأ إيقاف تشغيل السفن بتجفيف الوقود، والذي يتم بيعه إلى التجار. يتم إرسال أي عناصر قابلة لإعادة الاستخدام - الأسلاك والأثاث والآلات - إلى الأسواق المحلية أو التجار. أما المواد غير المرغوب فيها فتذهب إلى حاوية النفايات. في أغلب الأحيان، في الدول الأقل نمواً، تعد المواد القابلة لإعادة الاستخدام ليست أفضل من تكسير السفن. على سبيل المثال، عادة ما يتم حرق الأسلاك النحاسية للوصول إلى المعدن وعادة ما تطلق غازات سامة خلال هذه العملية. بعض الاحتياطات الوقائية للسلامة - حيث يتم إنزال الدجاج في غرف السفينة، وإذا عادت هذه الطيور حية، فإنها تعتبر آمنة.

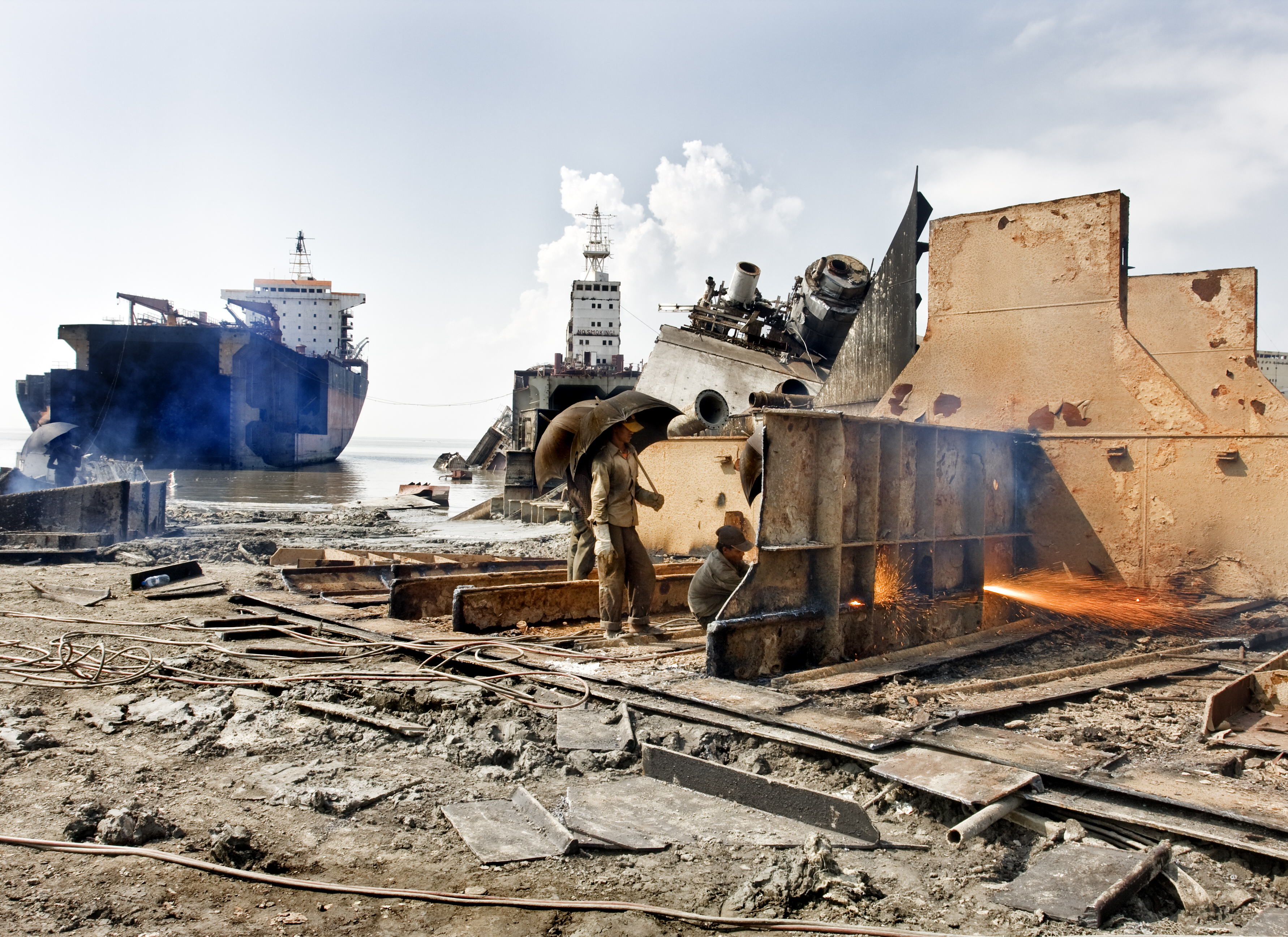
تكسير السفن في شيتاغونغ، بنغلاديش

## اقرأ أيضا
- مقبرة سفن
- إغراق